# 大葉長柄蘚
大葉長柄蘚（学名：Fleischerobryum macrophyllum）为珠蘚科長柄蘚屬下的一个种。